# Basil H. Liddell Hart
Sir Basil Henry Liddell Hart (* 31. Oktober 1895 in Paris; † 29. Januar 1970 in Marlow) war ein britischer Militärhistoriker, Korrespondent und Stratege.

## Leben
Basil Liddell Hart war der Sohn eines methodistischen Geistlichen und absolvierte seine Ausbildung an der St Paul’s School in London und dem Corpus Christi College in Cambridge. Während des Ersten Weltkrieges diente er als Offizier in der britischen Armee. 1920 war er für die britische Infanterievorschrift verantwortlich. 1927 schied er als Captain der Armee aus. Er wurde ein international angesehener Militärschriftsteller. Seit Ende der 1920er Jahre war Liddell Hart Vertreter der Doktrin des indirekten Ansatzes, die die Wichtigkeit einer Destabilisierung von Feindkräften durch geschicktes Manövrieren vor einem direkten Zusammenstoß mit dem Gegner betont. Er erkannte dabei frühzeitig die Bedeutung einer mobilen Panzertruppe.
Später war er als Berater für den Daily Telegraph  und ab 1935 für die Times tätig. Er galt als eine Koryphäe in Militärdingen. Ab 1937 beriet er Leslie Hore-Belisha, den damaligen britischen Kriegsminister. Allerdings nahm sein Nimbus in Großbritannien bald ab, denn er hatte vor Beginn des Zweiten Weltkriegs einen Kompromissfrieden des Vereinigten Königreiches mit Hitler-Deutschland gefordert. Das hatte ihn in den Augen seiner englischen Leserschaft „völlig diskreditiert“.
Nach dem Zweiten Weltkrieg interviewte er die besiegten deutschen Generäle, woraus das Buch The other side of the hill, in deutscher Ausgabe Jetzt dürfen sie reden – Hitlers Generale berichten, entstand, das ein großer Erfolg auf dem britischen und dann deutschen Buchmarkt wurde. Später gelang ihm durch Kontakt mit der Familie Erwin Rommels der Coup, dessen nachgelassene Aufzeichnungen herauszugeben, die ebenfalls hohe Auflagen erzielten (The Rommel Papers, mit einem Kommentar von Fritz Bayerlein). In den 1950er Jahren veröffentlichte Liddell Hart manche Artikel in der rechtsradikalen Deutschen Soldatenzeitung.
Sein Zugang zur Militärgeschichte war biographisch an großen Persönlichkeiten orientiert. Er war bei seinen historischen Darstellungen stets darauf aus, Lehren aus der Geschichte zu ziehen. Er war von T. E. Lawrence’ Leben fasziniert und schrieb dessen Biographie.
1964 wurde das heutige Liddell Hart Centre for Military Archives am King’s College London gegründet.
1966 wurde er geadelt.

## Zitat
„Als Ergebnis seiner (d.h. Clausewitz') Lehre, von gedankenlosen Schülern angewandt, wurden Generäle dazu angeregt, bei der ersten Gelegenheit den Kampf zu suchen, anstatt eine vorteilhafte Gelegenheit zu schaffen. Somit wurde die Kriegskunst von 1914 bis 1918 auf ein beidseitiges Gemetzel reduziert.“

## Werke (Auswahl)
- Scipio Africanus: Greater Than Napoleon. London 1926.
  - Deutsch: Der Feldherr – Die Taten des Publius Cornelius Scipio Africanus. Beck, München 1938.
- Great Captains Unveiled – from Genghis Khan to General Wolfe. London 1927. 
  - Deutsch: Grosse Heerführer – Dschingis Khan, Subutai, Maréchal de Saxe (Moritz von Sachsen (1696–1750)), Gustav Adolf von Schweden, Wallenstein, James Wolfe. Econ, Düsseldorf 1968.
- The Decisive Wars of History. London 1929.
- The Real War 1914–1918. London 1930.
- Foch, the man of Orleans. Harmondsworth 1931.
  - Deutsch: Foch – Der Feldherr der Entente. Vorhut Verlag, Berlin 1938.
- T. E. Lawrence. In Arabia and After. Verlag Jonathan Cape, London 1934.
  - Deutsch: Oberst Lawrence – Der Kreuzfahrer des 20. Jahrhunderts. Vorhut Verlag Schlegel, Berlin 1935.
- Infanterie von morgen. Voggenreiter, Potsdam 1934.
- Wenn England zu Felde zieht: Betrachtungen über britische Strategie. Übersetzung von Arthur Erhardt. Voggenreiter, Potsdam 1937.
- The Defence of Britain. London 1939 (erschienen im Herbst 1939 nach der Niederlage Polens gegen Deutschland im Zweiten Weltkrieg).
  - Deutsch: Die Verteidigung Gross-Britanniens. Scientia AG, Zürich 1939.
- The revolution in warfare. Faber and Faber, London 1946.
- Why don't we learn from history? Allen & Unwin, London 1946.
  - Deutsch: Warum lernen wir denn nicht aus der Geschichte? Scientia AG, Zürich 1946.
- The other Side of the Hill. London 1948. Deutsch: 
  - Die Strategie einer Diktatur – Aufstieg und Fall deutscher Generale. Zürich 1949.
  - Jetzt dürfen sie reden: Hitlers Generale berichten. Stuttgarter Verlagsanstalt, Stuttgart 1950.
- Gedanken zur Verteidigung Europas. Nation Europa Verlag, Coburg 1951.
- Defence of the West. Some riddles of war and peace. Cassell, London 1950.
  - Deutsch: Die Verteidigung des Westens: Rätsel des Krieges. Rätsel des Frieden. Übersetzung Kurt Friebel. Europa Verlag, Konstanz 1951.
- Strategy – the indirect approach. London 1954.
  - Deutsch: Strategie. Übersetzung Horst Jordan, Rheinischer Verlag, Wiesbaden 1954.
- Deterrent or Defense. Stevens, London 1960.
  - Deutsch: Abschreckung oder Abwehr – Gedanken zur Verteidigung des Westens. Wiesbaden 1958.
- The Memoirs of Captain Liddell Hart. London 1965.
  - Deutsch: Lebenserinnerungen. Düsseldorf, Wien 1966.
- History of the Second World War. London 1970.
  - Deutsch: Geschichte des Zweiten Weltkrieges. 2 Bände. Econ, Düsseldorf 1972.